# Championnat de France de rugby à XIII 1970-1971
Navigation
Édition précédente Édition suivante
Le Championnat de France de rugby à XIII 1970-1971 oppose pour la saison 1970-1971 les meilleures équipes françaises de rugby à XIII au nombre de quatorze.

## Liste des équipes en compétition
| Albi Avignon Carcassonne Cavaillon Lézignan Limoux Marseille Montpellier XIII Catalan Saint-Estève Saint-Gaudens Toulouse Villefranche Villeneuve |

Quartorze équipes participent au championnat de France de première division à la suite des retraits de Bordeaux-Facture et de Carpentras.

## Déroulement de la compétition

### Classement de la première phase
| Classement | Club               | Points | Matchs |
| 1er        | Saint-Gaudens      | 65     | 26     |
| 2e         | Saint-Estève       | 60     | 26     |
| 3e         | Toulouse           | 59     | 26     |
| 4e         | Villeneuve-sur-Lot | 57     | 26     |
| 5e         | Carcassonne        | 57     | 26     |
| 6e         | XIII Catalan       | 56     | 26     |
| 7e         | Limoux             | 56     | 26     |
| 8e         | Cavaillon          | 55     | 26     |
| 9e         | Avignon            | 54     | 26     |
| 10e        | Lézignan           | 50     | 26     |
| 11e        | Villefranche       | 46     | 25     |
| 12e        | Albi               | 46     | 26     |
| 13e        | Marseille          | 34     | 25     |
| 14e        | Montpellier        | 30     | 26     |

|  | Qualifié pour les demi-finales     |
|  | Qualifié pour les quarts de finale |

## Phase finale
|  | Barrages                    | Barrages                  |                           |                           | Demi-finales         | Demi-finales         |  |  | Finale                    | Finale                    |
|  | Barrages                    | Barrages                  |                           |                           | Demi-finales         | Demi-finales         |  |  | Finale                    | Finale                    |
|  |                             |                           |                           |                           |                      |                      |  |  |                           |                           |
|  | le 25 avril 1971 à Limoux   | le 25 avril 1971 à Limoux |                           |                           | le 9 mai 1971 à Albi | le 9 mai 1971 à Albi |  |  | Le 23 mai 1971 à Toulouse | Le 23 mai 1971 à Toulouse |
|  | le 25 avril 1971 à Limoux   | le 25 avril 1971 à Limoux |                           |                           | le 9 mai 1971 à Albi | le 9 mai 1971 à Albi |  |  | Le 23 mai 1971 à Toulouse | Le 23 mai 1971 à Toulouse |
|  | le 25 avril 1971 à Limoux   | le 25 avril 1971 à Limoux | Saint-Estève              | 16                        |                      |                      |  |  | Le 23 mai 1971 à Toulouse | Le 23 mai 1971 à Toulouse |
|  | Toulouse                    | 13                        | Saint-Estève              | 16                        |                      |                      |  |  | Le 23 mai 1971 à Toulouse | Le 23 mai 1971 à Toulouse |
|  | Toulouse                    | 13                        | Toulouse                  | 4                         |                      |                      |  |  | Le 23 mai 1971 à Toulouse | Le 23 mai 1971 à Toulouse |
|  | XIII Catalan                | 6                         | Toulouse                  | 4                         |                      |                      |  |  | Le 23 mai 1971 à Toulouse | Le 23 mai 1971 à Toulouse |
|  | XIII Catalan                | 6                         | le 9 mai 1971 à Perpignan | le 9 mai 1971 à Perpignan | Saint-Estève         | 13                   |  |  |                           |                           |
|  | le 25 avril 1971 à Toulouse |                           | le 9 mai 1971 à Perpignan | le 9 mai 1971 à Perpignan | Saint-Estève         | 13                   |  |  |                           |                           |
|  |                             | Saint-Gaudens             | le 9 mai 1971 à Perpignan | le 9 mai 1971 à Perpignan | 4                    |                      |  |  |                           |                           |
|  | Carcassonne                 | Saint-Gaudens             | le 9 mai 1971 à Perpignan | le 9 mai 1971 à Perpignan | 4                    | 20                   |  |  |                           |                           |
|  | Carcassonne                 | Carcassonne               | 7                         |                           |                      | 20                   |  |  |                           |                           |
|  | Villeneuve-sur-Lot          | Carcassonne               | 7                         | 16                        |                      |                      |  |  |                           |                           |
|  | Villeneuve-sur-Lot          | Saint-Gaudens             | 15                        | 16                        |                      |                      |  |  |                           |                           |
|  |                             | Saint-Gaudens             | 15                        |                           |                      |                      |  |  |                           |                           |

### Finale
(mt : 6 - 2)
Homme du match :
Points marqués :
- Saint-Estève: 1 essai de Moliner (80e) ; 1 transformation de Camiade (80e) ; 4 drops de Calle (27e, 32e et 71e) et Camiade (40e).
- Saint-Gaudens: 2 drops de Péré (15e) et de Pujol (47e).

Évolution du score : 
Arbitre : M. Jameau (Marseille)
Spectateurs : 11 300
Recette : 116 868 francs
Composition des équipes :
- Saint-Estève: Jean-Claude Solé - Jean-Louis Brial, René Terrats, René Banet, Lacans - José Calle, Daniel Camiade - Lambert Brunet, Jacques Moliner, Francis Ribère (puis Henri Chamorin), Alain Humbert, Henri Chamorin (puis Georges Terrats), Georges Bonnet - Entraîneur : Pierre Estirac
- Saint-Gaudens: Gilbert Pujol - Serge Marsolan, Michel Molinier, Robert Séville, Pierre Surre - Marcel Péré, Jean Arrateig - Henri Marracq, Guy Lavigne, Jean-Claude Puysségur, Roger Biffi, Victor Serrano, René Zaccariotto - Entraîneur : Jep Lacoste

## Effectifs des équipes présentes
| Saint-Estève       | René Banet Georges Bonnet Jean-Marie Bosc Jean-Louis Brial Lambert Brunet José Calle Daniel Camiade Henri Chamorin Irénée Gendre Henri Girones Alain Humbert Pierre Lacans Jacques Moliner Francis Ribère Jean-Claude Solé Georges Terrats René Terrats Entraîneur : Pierre Estirac | Saint-Gaudens | Jean Arrateig Roger Biffi Charles Joucla Guy Lavigne Henri Marracq Serge Marsolan Michel Molinier Marcel Péré Gilbert Pujol Jean-Claude Puysségur Joseph Raufast Patrick Rives Victor Serrano Robert Séville Pierre Surre René Zaccariotto Entraîneur : Jep Lacoste                                                                         |
| Marseille          | Abbate Jacques Azibert (o) Guy Bucchi Christian Carré Costes (m) Danet Alain Doulieu Robert Eramouspé (c) Félix André Ferren Roger Gardon Laurent Gomez B. Gonzalez Julien Guérrini Jean-René Ledru Neumer                                                                          | Lézignan      | André Abadie (m) Richard Alonso Jacques Casty (o) André Fabry Richard Gélis Pierre Lacaze Guy Madaule Michel Maïque Hervé Mazard Patrick Mazard Jean-Louis Quintilla Gilbert Rouanet Jean-Louis Solier Entraîneur : Roger Lacans |
| Villeneuve-sur-Lot | Jacky Aiguillon Jean-Pierre Magagnin Christian Clar Jean-Pierre Clar Gérard Crémoux Simon Gervaud Antoine Gonzales Raymond Grenier Jacques Gruppi Didier Hermet Claude Murari Daniel Pellerin Christian Sabatié Entraîneur : Michel Montclus                                        | Limoux        | Guy Andrieu Christian Belinguier Blanquer René Bonnafous Louis Bonnery Bour René Dumas Joffre Joseph Guiraud Michalack Francis de Nadaï Jean-Claude Nauze Pierre Parpagiola Raynaud Émile Satge |
| Albi               | Agrifoul Bellot (o) Floréal Bonet Jean-Claude Cros Debladis Delaurens Daniel Fédou J-C. Fedou (m) Gils Roland Gorse Granier Pailhous Yves Prat Rohericq | Carcassonne   | Adolphe Alesina Élie Bonal Jean-Marie Bonal Victor Buttignol Gérard Cavaillès (o) Roger Coquand Serge Gleyzes Germain Guiraud (m) Milles Aimé Ourliac Yves Raynaud André Ruiz Jacques Servolles Raymond Toujas |
| Toulouse           | Georges Ailleres René Arné Orféo Balsarin (o) Baux Bodissières Cazaban Delonca Ferron Roger Garrigue (m) Lagarde Jean-Louis Laurenson Christian Fages Larrazet Henri Manero Guy Rouja Jean-Louis Roou Christian Saint-Sernin                                                        | Villefranche  | André Andurand Yves Bégou Michel Blanc Alain Bouissou Jean-Maurice Castel Bernard Fabre Jean-Claude Gardou Jacques Gayral Godefroy Giraudeau Georges Kierasinski Joseph Kierasinski Robert Labatut Joseph Lapoterie Jean-Pierre Loupias Jean-Marie Leyrolles Jacques Raynal Jean-Pierre Sauret Gaston Tachié Francis Tranier Michel Tranier |
| XIII Catalan       | Guy Bruzy Jean Capdouze Jacques Cabero André Clerc Jean-François Fresquet Claude Mantoulan Francis Mas Michel Ollet Pierre Saboureau Sitjar | Avignon       | Aimé Barcelli Barcelli II Patrick Carias François Curtat Curtat II Jacques Guigue Jean-Marie Imbert Panard Jacky Roux Rucci |
| Cavaillon          | Marius Frattini Serge Pialat André Vadon |               | |